# Etilvanilină
Etilvanilina este un compus organic cu formula chimică (C2H5O)(HO)C6H3CHO. Este un derivat de vanilină.

## Obținere
Etilvanilina se obține din pirocatechină, începând cu o reacție  de etilare cu obținerea guaetolului (1). Acestea se condensează cu acidul glioxilic la un derivat de acid mandelic (2), care prin oxidare (3) și decarboxilare formează etilvanilina (4).